# Cajazeirinhas
Cajazeirinhas est une ville brésilienne de l'ouest de l'État de la Paraíba.
Sa population était estimée à 3 057 habitants en 2007. La municipalité s'étend sur 288 km2.